# Оливье, Юрбен
Юрбен Оливье (фр. Urbain Olivier; 3 июня 1810 — 25 февраля 1888) — швейцарский писатель. Брат Жюста Оливье.
Родился в семье фермера, но заниматься сельским хозяйством не любил с детства. Образование получил в Ньоне. В 1831 году в связи с событиями, связанными с отделением кантона Базель, был мобилизован в армию, о чём затем написал воспоминания. С 1832 года был клерком в нотариальной конторе в родном городе, с 1838 года — синдиком там же. С 1839 по 1861 год занимался недвижимостью. В 1842 году переехал в Живрин вместе с женой, унаследовавшей там имение. В 1847 году был вновь призван в армию и участвовал в Зондербундской войне, о чём также оставил воспоминания. В 1847 году демобилизовался и с тех пор занимался написанием литературных произведений.
Писать художественные произведения начал с 30-летнего возраста; всего с 1854 по 1887 год написал более 40 романов и рассказов о жителях предгорий Юры, с 1861 года жил исключительно литературным трудом. Его произведения подвергались критике за недостаточную религиозность, но оказали большое моральное влияние на франкоязычную часть Швейцарии его времени. Главные произведения: «Récits dechasse», «l’Orphelin», «Adolphe Mory», «le Manoir du Vieux-Clos», «la Maison du Ravin», «Rosette», «l’Interné», «la Paroisse des Avaux».